# Indianspikklubba
Indianspikklubba (Datura wrightii) är en art i familjen potatisväxter och förekommer naturligt i USA och Mexiko. Den odlas i Sverige som ettårig utplanteringsväxt. Hela växten är giftig, särskilt fröna.

## Liknande arter
Arten mexikansk spikklubba (D. inoxia) är mycket lik indianspikklubban. Området mellan flikarna är dock utdraget i en spets, och kronan uppfattas som en 10-uddig stjärna. Brämmet är vågigt, inte rakt, och aldrig svagt violett.
Kan också förväxlas med indisk spikklubba (D. metel), som dock är nästan hårlös och har korta eller inga taggar på frukten.

## Sorter
- 'Evening Fragrance'

## Synonymer
- Datura inoxia subsp. quinquecuspida (Torr.) Barcl.
- Datura metel var. quinquecuspida Torr.
- Datura meteloides f. wrightii (Regel) Danert

### Webbkällor
- Svensk Kulturväxtdatabas
- Wikimedia Commons har media som rör Indianspikklubba.